# Yétis : Terreur en montagne
Yétis : Terreur en montagne (Deadly Descent) est un téléfilm américain réalisé par Marko Mäkilaakso et diffusé le 26 janvier 2013 sur Syfy sous le titre Abominable Snowman.

## Fiche technique
- Titre original : Deadly Descent
- Réalisation : Marko Mäkilaakso (fi)
- Scénario : Nathan Atkins
- Pays d'origine :  États-Unis
- Langue originale : anglais
- Durée : 82 minutes

## Distribution
- Chuck Campbell (en) : Brian
- Adrian Paul (VF : Pierre Dourlens): Mark Foster
- Jesse Steele : Peter
- Nicholas Boulton : Rick McCabe
- Lauren O'Neil (en) (VF : Marianne Leroux) : Nina
- Elizabeth Croft : Stacey
- Sam Cassidy : Jon

 Source et légende : version française (VF) sur RS Doublage